# Paul Raymond (éditeur)
Pour les articles homonymes, voir Paul Raymond et Raymond.
Paul Raymond, né le 15 novembre 1925 à Liverpool (Royaume-Uni) et mort le 2 mars 2008, est un éditeur et homme d'affaires britannique spécialisé dans l'érotisme.

## Biographie
En 1958, il ouvre les premiers cabarets de strip-tease londoniens à Soho, s'inspirant des Folies bergères parisiennes, qu'il fréquentait lorsqu'il avait séjourné à Paris. Plusieurs personnalités y viennent tels Peter Sellers, Frank Sinatra, Judy Garland, Richard Burton et certaines deviennent ses amis. Les Beatles tournent une scène dans son club Raymond Revuebar (en) pour leur téléfilm Magical Mystery Tour en 1967. Paul Raymond rachète ensuite un à un les clubs du quartier de Soho, accumulant une fortune grâce à ce business ; il devient milliardaire. En 1971, il crée le mensuel érotique Men Only (en), qui va jusqu'à se vendre à 500 000 exemplaires. À la fin des années 1980, il rachète son principal concurrent, Mayfair (en). Son succès se place dans le contexte de libération des mœurs de l'époque.

## Dans la fiction
Un biopic a été réalisé à son sujet, A Very Englishman, de Michael Winterbottom. Paul Raymond y est joué par Steve Coogan.